# Lost in Tokyo (Nederland)
Lost in Tokyo is een Nederlands televisieprogramma op RTL 5, gepresenteerd door Renate Verbaan.
In dit televisieprogramma verblijven twaalf Nederlanders enige tijd in Tokio. Zij moeten proberen zich zo snel mogelijk te laten integreren in de Japanse cultuur.
Op 27 september 2007 werd op RTL 5 de laatste uitzending uitgezonden in verband met slechte kijkcijfers. Het was toen nog onbekend of RTL zijn belofte aan Renate Verbaan om het programma in de toekomst alsnog uit te zenden waar zou maken.

## Opzet
Elke aflevering wordt een groep Nederlanders in tweeën gesplitst. Elke groep maakt kennis met diverse aspecten van de Japanse cultuur, zoals de klederdracht en de amusements- en seksindustrie. Na twee dagen leggen alle Nederlanders een examen af. De winnaar ligt uit de race en mag verblijven in een luxehotel in het centrum van Tokio. De rest mag alsnog bewijzen genoeg te weten van de cultuur tegenover een groep van honderd Japanners. Elke week valt er een deelnemer af. De uiteindelijke winnaar wint één miljoen yen (7000 euro) en mag drie maanden gebruikmaken van een luxehotel.

## Trivia
- Op basis van de programmaformule wordt het programma wel vergeleken met de film Lost in Translation.[4]